# 雷德萊克鎮區 (北達科他州洛根縣)
雷德萊克鎮區（英語：Red Lake Township）是位於美國北達科他州洛根縣的一個鎮區。

## 地方資料
雷德萊克鎮區的面積為92.45平方千米，當中陸地面積為86.96平方千米，而水域面積為5.49平方千米。根據2020年美國人口普查的數據，當地共有人口30人，而人口密度為每平方千米0.32人。